# Беккінген
Беккінген (нім. Beckingen) — громада в Німеччині, знаходиться в землі Саар. Входить до складу району Мерциг-Вадерн.
Площа — 51,63 км2. Населення становить 14 923 ос. (станом на 31 грудня 2021).